# Kentaro Gunji
Kentaro Gunji (郡司 健太朗 Gunji Kentaro?), född 6 juli 1992 i Chiba prefektur, är en japansk fotbollsspelare.
Gunji började sin karriär 2015 i YSCC Yokohama. Han spelade 6 ligamatcher för klubben.